# Jbarna
 (avril 2024).
La mise en forme du texte ne suit pas les recommandations de Wikipédia : il faut le « wikifier ».
Les points d'amélioration suivants sont les cas les plus fréquents. Le détail des points à revoir est peut-être précisé sur la page de discussion.
- Les titres sont pré-formatés par le logiciel. Ils ne sont ni en capitales, ni en gras.
- Le texte ne doit pas être écrit en capitales (les noms de famille non plus), ni en gras, ni en italique, ni en « petit »…
- Le gras n'est utilisé que pour surligner le titre de l'article dans l'introduction, une seule fois.
- L'italique est rarement utilisé : mots en langue étrangère, titres d'œuvres, noms de bateaux, etc.
- Les citations ne sont pas en italique mais en corps de texte normal. Elles sont entourées par des guillemets français : « et ».
- Les listes à puces sont à éviter, des paragraphes rédigés étant largement préférés. Les tableaux sont à réserver à la présentation de données structurées (résultats, etc.).
- Les appels de note de bas de page (petits chiffres en exposant, introduits par l'outil «  Source ») sont à placer entre la fin de phrase et le point final[comme ça].
- Les liens internes (vers d'autres articles de Wikipédia) sont à choisir avec parcimonie. Créez des liens vers des articles approfondissant le sujet. Les termes génériques sans rapport avec le sujet sont à éviter, ainsi que les répétitions de liens vers un même terme.
- Les liens externes sont à placer uniquement dans une section « Liens externes », à la fin de l'article. Ces liens sont à choisir avec parcimonie suivant les règles définies. Si un lien sert de source à l'article, son insertion dans le texte est à faire par les notes de bas de page.
- La présentation des références doit suivre les conventions bibliographiques. Il est recommandé d'utiliser les modèles {{Ouvrage}}, {{Chapitre}}, {{Article}}, {{Lien web}} et/ou {{Bibliographie}}. Le mode d'édition visuel peut mettre en forme automatiquement les références.
- Insérer une infobox (cadre d'informations à droite) n'est pas obligatoire pour parachever la mise en page.

Pour une aide détaillée, merci de consulter Aide:Wikification.
Si vous pensez que ces points ont été résolus, vous pouvez retirer ce bandeau et améliorer la mise en forme d'un autre article.
Jbarna, El Had Jbarna ou encore Dar Caïd Medboh, est une commune rurale marocaine du Rif de la province de Taza, dans la région Fès-Meknès. La commune dépend du cercle d'Aknoul. Elle était peuplée de 3456 habitants d'après le recensement de 2004.

## Géographie
Jbarna est située à 21 kilomètres d'Aknoul, à 38 kilomètres au nord de Taza, et à 118 kilomètres au sud d'Al Hoceïma. La commune est traversée par la RN29, qui fait partie de la voie rapide Taza-Al Hoceïma.
Elle fait partie du massif montagneux du Rif, à la limite avec le pré-Rif. Le village est traversé par l'Oued El Bared, affluent du Msoun et sous-affluent de la Moulouya. Le territoire est peuplé principalement par la tribu Igzennayen, bien que la commune soit mixte avec les tribus Branès, Maghraoua et Mtalsa situées à proximité. La population est majoritairement berbérophone (tarifit) bien que l'arabe soit tout aussi parlé.
Les douars environnants sont Souyah, Feddane El Bared, Ouled Haddou Ben Amar, Tizroutine, Tibouda, Ifalkan...

## Histoire
Le village est principalement connu pour avoir y abriter les quartiers généraux de la famille Medbouh, et notamment la résidence du Caïd Medbouh, caïd influent de la région s'étant illustré durant la Guerre du Rif. Le village est ainsi connu par les populations locales sous le nom de Dar Caïd Medboh. Il est également le père du Général Medbouh, ancien ministre et militaire, et coorganisateur du coup d'État manqué de Skhirat contre le roi Hassan II, le 10 juillet 1971. Il serait né à Jbarna.

## Population et société
La commune possède une mosquée, une école, un stade de football, un cimetière, un souk hebdomadaire ainsi que quelques commerces en son centre. Le douar Souyah, situé à 3 kilomètres au nord, possède aussi sa mosquée ainsi que son école. Malheureusement, en raison de son isolement et de sa faible activité économique, la population décline et émigre de plus en plus vers Taza ou Aknoul, ou ont déjà émigré dès les années 1970 vers la France, les Pays-Bas ou l'Allemagne.

## Personnalités liées à la ville
- Mohamed Medbouh (1927-1971), homme politique et militaire marocain, coorganisateur du Coup d'Etat de Skhirat.